# Michael Grenda
Michael Ronald Grenda (24 de abril de 1962) es un deportista australiano que compitió en ciclismo en las modalidades de pista, especialista en las pruebas de persecución, y ruta.
Participó en los Juegos Olímpicos de Los Ángeles 1984, obteniendo la medalla de oro en la prueba de persecución por equipos (junto con Kevin Nichols, Michael Turtur y Dean Woods) y el octavo lugar en persecución individual.
En 1985 fue condecorado con la Medalla de la Orden de Australia (OAM).

## Medallero internacional
| Juegos Olímpicos | Juegos Olímpicos             | Juegos Olímpicos | Juegos Olímpicos        |
| Año              | Lugar                        | Medalla          | Competición             |
| ---------------- | ---------------------------- | ---------------- | ----------------------- |
| 1984             | Los Ángeles (Estados Unidos) | Medalla de oro   | Persecución por equipos |